# Phleung Chheh Roteh
Phleung Chheh Roteh es una comuna (khum) del distrito de Dangkao, en la provincia de Nom Pen, Camboya. En marzo de 2008 tenía una población estimada de 5284 habitantes.
Se encuentra ubicada junto a los ríos Mekong y Bassac, al sur del lago Sap (Tonlé Sap).